# الیمپیا مالای
اُلیمپیا مالای (رومانیایی: Olimpia Mălai؛ زاده ۱۹۷۷ میلادی) بازیگر و صداپیشه اهل رومانی بود.
از فیلم‌ها یا مجموعه‌های تلویزیونی که وی در آن‌ها نقش داشته‌است، می‌توان به سکس بدفرجام یا پورن جنون‌آمیز اشاره نمود.